# Tinabdher
Tinabdher là một đô thị thuộc tỉnh Béjaïa, Algérie. Dân số thời điểm năm 2002 là 6.083 người.